# Disney Channel Playlist
Disney Channel Playlist es un álbum compilación de música usada en Disney Channel Original Series y también en Disney Channel Original Movies. Fue lanzado el 9 de junio de 2009.

## Lista de temas
| N.º | Título | Recording Artist(s)                         | Duración |  |
| 1.  | «One and the Same» (from Princess Protection Program)                                                            | Demi Lovato and Selena Gomez                | 3:00     |  |
| 2.  | «Live to Party» (from Jonas)                                                                                     | Jonas Brothers                              | 2:51     |  |
| 3.  | «So Far, So Great» (Theme Song for Sonny with a Chance)                                                          | Demi Lovato                                 | 2:14     |  |
| 4.  | «Let It Go» (from Hatching Pete)                                                                                 | Mitchel Musso and Tiffany Thornton          | 2:36     |  |
| 5.  | «Hero in Me» (from Dadnapped)                                                                                    | Emily Osment                                | 2:20     |  |
| 6.  | «Let's Get Crazy» (from Hannah Montana)                                                                          | Hannah Montana                              | 2:35     |  |
| 7.  | «He's Pooh Bear (The New Adventures of Winnie the Pooh Theme Song)» (from The New Adventures of Winnie the Pooh) | Steve Wood                                  | 1:00     |  |
| 8.  | «The Girl Can't Help It» (from Princess Protection Program)                                                      | Mitchel Musso                               | 3:22     |  |
| 9.  | «Everything Is Not What It Seems» (Theme Song for Wizards of Waverly Place)                                      | Selena Gomez                                | 0:50     |  |
| 10. | «This Is Me» (from Camp Rock)                                                                                    | Demi Lovato and Joe Jonas                   | 3:07     |  |
| 11. | «Breaking Free» (from High School Musical)                                                                       | Zac Efron, Vanessa Hudgens, and Drew Seeley | 3:26     |  |
| 12. | «Fabulous» (from High School Musical 2)                                                                          | Ashley Tisdale and Lucas Grabeel            | 3:01     |  |
| 13. | «Run It Back Again» (from Minutemen)                                                                             | Corbin Bleu                                 | 2:51     |  |
| 14. | «Start the Party» (Remix from Camp Rock)                                                                         | Jordan Francis                              | 2:46     |  |
| 15. | «Dance Me If You Can» (from The Cheetah Girls: One World)                                                        | The Cheetah Girls                           | 3:30     |  |

## Rankings y ventas
| Ranking (2009)     | Posición más alta | Ventas |
| ------------------ | ----------------- | ------ |
| U.S. Billboard 200 | 82                | 11,000 |